# Swiss Music Charts
Els Swiss Music Charts és la llista principal de vendes musicals de més èxit a Suïssa. Les llistes són un registre de la venda de senzills i àlbums més importants de diversos gèneres al país helvètic.
Les llistes de Suïssa inclouen:
- Singles Top 100 (des de 1968)
- Top Albums 100 (des de finals de 1983)
- Recopilacions Top 25
- Top 30 Airplay

Les llistes s'actualitzen setmanalment i es publiquen els diumenges, i es presenten al públic el dimecres a la nit anterior.

## Vegeu
- Llista de singles números-u (Suïssa)